# Pringwulung
Pringwulung is een bestuurslaag in het regentschap Serang van de provincie Banten, Indonesië. Pringwulung telt 3442 inwoners (volkstelling 2010).